# Llista de noms dels ciclons tropicals
Atesa la seva persistència a llarg termini i la necessitat d'un identificador únic a l'hora de publicar pronòstics i avisos, els ciclons tropicals són identificats per mitjà d'un nom de persona.
Convé assenyalar que el nom original amb què es "bateja" un cicló no s'ha de traduir mai al català (ni a cap altra llengua) a fi d'evitar confusions.
Les llistes de les quals es prenen aquests noms són les que teniu a continuació. Estan presentades d'acord amb les diferents zones del planeta on es produeixen ciclons tropicals.

## Atlàntic Nord
El Centre Nacional d'Huracans dels Estats Units és l'ens encarregat de posar nom a les tempestes tropicals que tenen lloc a l'oceà Atlàntic Nord.
Hi ha 6 llistes de noms en ús des de 1979, de manera que cada 6 anys la llista es reutilitza. Així, la llista I és la vigent l'any 2009 i és la mateixa que s'utilitzà el 2003 i que s'utilitzarà el 2015. En cas que un huracà hagi provocat víctimes mortals o hagi tingut efectes particularment devatadors, se'n retira el nom i se substitueix per un altre amb la mateixa inicial i gènere com va ser el cas del Mitch.
Cada llista conté 21 noms on s'alternen, per ordre alfabètic, masculins i femenins. En cas que una temporada registrés un nombre superior a 21 ciclons (com succeí el 2005), s'utilitzarien les lletres de l'alfabet grec (Alfa, Beta, etc.) per a designar la resta d'huracans.
| Llista I (2009) |  | Llista II (2010) |  | Llista III (2011) |  | Llista IV (2012) |  | Llista V (2013) |  | Llista (2014) |
| --- |  | --- |  | --- |  | --- |  | --- |  | --- |
| • Ana • Bill • Claudette • Danny • Erika • Fred • Grace • Henri • Ida • Joaquin • Kate • Larry • Mindy • Nicholas • Odette • Peter • Rose • Sam • Teresa • Victor • Wanda |  | • Alex • Bonnie • Colin • Danielle • Earl • Fiona • Gaston • Hermine • Igor • Julia • Karl • Lisa • Matthew • Nicole • Otto • Paula • Richard • Shary • Tomas • Virginie • Walter |  | • Arlene • Bret • Cindy • Don • Emily • Franklin • Gert • Harvey • Irene • Jose • Katia • Lee • Maria • Nate • Ophelia • Philippe • Rina • Sean • Tammy • Vince • Whitney |  | • Alberto • Beryl • Chris • Debby • Ernesto • Florence • Gordon • Helene • Isaac • Joyce • Kirk • Leslie • Michael • Nadine • Oscar • Patty • Rafael • Sandy • Tony • Valerie • William |  | • Andrea • Barry • Chantal • Dorian • Erin • Fernand • Gabrielle • Humberto • Ingrid • Jerry • Karen • Lorenzo • Melissa • Nestor • Olga • Pablo • Rebekah • Sebastien • Tanya • Van • Wendy |  | • Arthur • Bertha • Cristobal • Dolly • Edouard • Fay • Gonzalo • Hanna • Isaias • Josephine • Kyle • Laura • Marco • Nana • Omar • Paulette • Rene • Sally • Teddy • Vicky • Wilfred |

## Atlàntic Sud
Degut a la manca d'huracans al sud de l'Oceà Atlàntic, no existeix cap llista de noms. No obstant això, l'any 2004 se'n va formar un que inicialment va ser anomenat "Catarina" (i també "Aldonça") i posteriorment "Santa Catarina" al Brasil, on va tocar terra.

## Pacífic Nord-Oriental (fins al meridià 140° W)
Les llistes d'aquesta zona segueixen el mateix esquema que a l'Atlàntic Nord però, per contra, contenen 24 noms. Els noms que comencen amb les lletres X, Y i Z van ser afegits l'any 1985 en què el nombre d'huracans amenaçava d'exhaurir la llista. Aquí també està previst de recórrer a les lletres de l'alfabet grec en cas que es registri una quantitat d'huracans superior a 24.
Cal dir que entre les llistes de l'Atlàntic Nord i aquesta es produeix una alternança de gènere. Així, quan a l'Atlàntic el primer nom és de dona (per exemple, Ana, a la llista 1) en la del Pacífic nord-oriental és d'home (Andrés, a la llista 1).
| Llista I (2009) - Andres - Blanca - Carlos - Dolores - Enrique - Felicia - Guillermo - Hilda - Ignacio - Jimena - Kevin - Linda - Marty - Nora - Olaf - Patricia - Rick - Sandra - Terry - Vivian - Waldo - Xina - York - Zelda | Llista II (2010) - Agatha - Blas - Celia - Darby - Estelle - Frank - Georgette - Howard - Isis - Javier - Kay - Lester - Madeline - Newton - Orlene - Paine - Roslyn - Seymour - Tina - Virgil - Winifred - Xavier - Yolanda - Zeke | Llista III (2011) - Adrian - Beatriz - Calvin - Dora - Eugene - Fernanda - Greg - Hilary - Irwin - Jova - Kenneth - Lidia - Max - Norma - Otis - Pilar - Ramon - Selma - Todd - Veronica - Wiley - Xina - York - Zelda | Llista IV (2006) - Aletta - Bud - Carlotta - Daniel - Emilia - Fabio - Gilma - Hector - Ileana - John - Kristy - Lane - Miriam - Norman - Olivia - Paul - Rosa - Sergio - Tara - Vicente - Willa - Xavier - Yolanda - Zeke | Llista V (2007) - Alvin - Barbara - Cosme - Dalila - Erick - Flossie - Gil - Henriette - Ivo - Juliette - Kiko - Lorena - Manuel - Narda - Octave - Priscilla - Raymond - Sonia - Tico - Velma - Wallis - Xina - York - Zelda | Llista VI (2008) - Alma - Boris - Cristina - Douglas - Elida - Fausto - Genevieve - Hernan - Iselle - Julio - Karina - Lowell - Marie - Norbert - Odile - Polo - Rachel - Simon - Trudy - Vance - Winnie - Xavier - Yolanda - Zeke |

## Pacífic Nord-Central (des de lalínia de canvi de datafins al meridià 140 W)
Els noms són escollits pel Centre d'Huracans del Pacífic Central de Honolulu, (Hawaii).
Aquí, una llista no es correspon amb un any. Les llistes s'utilitzen rotatòriament de manera que el primer nom d'un any és el primer que es va deixar d'utilitzar l'any anterior.
| Llista I | Llista II | Llista III | Llista IV |
| Alika    | Ana       | Akoni      | Aka       |
| Ele      | Ela       | Ema        | Ekeka     |
| Huko     | Halola    | Hana       | Hali      |
| Ioke     | Iune      | Io         | Iolana    |
| Kika     | Kimo      | Keli       | Keoni     |
| Lana     | Loke      | Lala       | Li        |
| Maka     | Malia     | Moke       | Mele      |
| Neki     | Niala     | Nele       | Nona      |
| Oleka    | Oko       | Oka        | Oliwa     |
| Peni     | Pali      | Peke       | Paka      |
| Ulia     | Ulika     | Uleki      | Upana     |
| Wali     | Walaka    | Wila       | Wene      |

## Pacífic Nord-Occidental
Els ciclons originats a la zona nord-occidental de l'oceà Pacífic tropical són anomenats pel Centre de Tifons de Tòquio, depenent de l'Agència Meteorològica Japonesa. Els noms s'escullen de les llistes que elaboren els països membres de la "WMO Typhoon Committee". Cadascuna de les 14 nacions o territoris presenta 10 noms, que s'utilitzen seguint l'ordre alfabètic del nom en anglès de cada país.
| Territori   | Noms      | Noms      | Noms      | Noms     | Noms     |
| ----------- | --------- | --------- | --------- | -------- | -------- |
| Cambodia    | Damrey    | Kong-rey  | Nakri     | Krovanh  | Sarika   |
| China       | Longwang  | Yutu      | Fengshen  | Dujuan   | Haima    |
| DPR Korea   | Kirogi    | Toraji    | Kalmaegi  | Maemi    | Meari    |
| Hong Kong   | Kai-Tak   | Man-yi    | Fung-wong | Choi-wan | Ma-on    |
| Japan       | Tenbin    | Usagi     | Kammuri   | Koppu    | Tokage   |
| Laos        | Bolaven   | Pabuk     | Phanfone  | Ketsana  | Nock-ten |
| Macau       | Chanchu   | Wutip     | Vongfong  | Parma    | Muifa    |
| Malaysia    | Jelawat   | Sepat     | Nuri      | Melor    | Merbok   |
| Micronesia  | Ewinlar   | Fitow     | Sinlaku   | Nepartak | Nanmadol |
| Philippines | Bilis     | Danas     | Hagupit   | Lupit    | Talas    |
| RO Korea    | Gaemi     | Nari      | Changmi   | Sudal    | Noru     |
| Thailand    | Prapiroon | Vipa      | Mekkhala  | Nida     | Kulap    |
| U.S.A.      | Maria     | Francisco | Higos     | Omais    | Roke     |
| Vietnam     | Saomai    | Lekima    | Bavi      | Conson   | Sonca    |
| Cambodia    | Bopha     | Krosa     | Maysak    | Chanthu  | Nesat    |
| China       | Wukong    | Haiyan    | Haishen   | Dianmu   | Haitang  |
| DPR Korea   | Sonamu    | Podul     | Pongsona  | Mindule  | Nalgae   |
| Hong Kong   | Shanshan  | Lingling  | Yanyan    | Tingting | Banyan   |
| Japan       | Yagi      | Kajiki    | Kujira    | Kompasu  | Washi    |
| Laos        | Xangsane  | Faxai     | Chan-hom  | Namtheun | Matsa    |
| Macau       | Bebinca   | Peipah    | Linfa     | Malou    | Sanvu    |
| Malaysia    | Rumbia    | Tapah     | Nangka    | Meranti  | Mawar    |
| Micronesia  | Soulik    | Mitag     | Soudelor  | Rananin  | Guchol   |
| Philippines | Cimaron   | Hagibis   | Molave    | Malakas  | Talim    |
| RO Korea    | Chebi     | Noguri    | Koni      | Megi     | Nabi     |
| Thailand    | Durian    | Rammasun  | Morakot   | Chaba    | Khanun   |
| U.S.A.      | Utor      | Matmo     | Etau      | Aere     | Vicente  |
| Vietnam     | Trami     | Halong    | Vamco     | Songda   | Saola    |

### Filipines
L'Administració Filipina de Serveis Atmosfèrics, Geofísics i Astronòmics (PAGASA) té el seu propi sistema per anomenar els ciclons que s'originen en la seva àrea d'influència. Les llistes es reciclen cada 4 anys i són vigents des de l'any 2005. Si en un any la quantitat de noms fos insuficient, se'n prendrien d'altres d'una llista auxiliar.
' Llista 1 '
- Auring - Bising - Crising - Dante - Emong - Feria - Gorio - Huaning - Isang - Jolina - Kiko - Labuyo - Maring - Nando - Ondoy - Pepeng - Quedan - Ramil - Santi - Tino - Urduja -Vinta - Wilma - Yolanda - Zoraida. Alamid - Bruno - Conching - Dolor - Ernie - Florante - Gerardo - Hernan - Isko - Jerome.

' Llista 2 '
- Agaton - Basyang - Caloy - Domeng - Ester - Florita - Gloria - Henry - Inday - Juan - Katring - Luis - Milenyo - Neneng - Ompong - Paeng - Queenie - Reming - Seniang - Tomas - Usman - Venus - Waldo - Yayang - Zeny. Agila - Bagwis - Chito - Diego - Elena - Felino - Gunding - Harriet - Indang - Jessa.

' Llista 3 '
- Amang - Bebeng - Chedeng - Dodong - Egay - Falcon - Goring - Hanna - Ineng - Juaning - Kabayan - Lando - Mina - Nonoy - Onyok - Pedring - Quiel - Ramon - Sendong - Tisoy - Ursula - Viring - Weng - Yoyoy - Zigzag. Abe - Berto - Charo - Dado - Estoy - Felion - Gening - Herman - Irma - Jaime.

' Llista 4 '
- Ambo - Butchoy - Cosme - Dindo - Enteng - Frank - Gener - Helen - Igme - Julian - Karen - Lawin - Marce - Nina - Ofel - Pablo - Quinta - Rolly - Siony - Tonyo - Unding - Violeta - Winnie - Yoyong - Zosimo. Alakdan - Baldo - Clara - Dencio - Estong - Felipe - Gardo - Heling - Ismael - Julio.

## Oceà Índic Nord
El sistema de nomenament emprat en aquesta zona de l'oceà Índic segueix un esquema semblant al descrit anteriorment quan ens referíem al Pacífic Nord-Occidental. La següent llista és vigent des de mitjan 2004 en endavant.
| Territoris - Bangladesh - India - Maldives - Myanmar - Oman - Pakistan - Sri Lanka - Thailand - Bangladesh - India - Maldives - Myanmar - Oman - Pakistan - Sri Lanka - Thailand | Llista 1 - Onil - Agni - Hibaru - Pyarr - Baaz - Fanoos - Mala - Mukda - Helen - Leher - Madi - Na-nauk - Hudhud - Nilofar - Priya - Komen | Llista 2 - Ogni - Akash - Gonu - Yemyin - Sidr - Nargis - Abe - Khai-Muk - Chapala - Megh - Vaali - Kyant - Nada - Vardah - Sama - Mora | Llista 3 - Nisha - Bijli - Aila - Phyan - Ward - Laila - Bandu - Phet - Ockhi - Sagar - Baazu - Daye - Luban - Titli - Das - Phethai | Llista 4 - Giri - Jal - Keila - Thane - Mujan - Nilan - Mahasen - Phailin - Fani - Vayu - Hikaa - Kyarr - Maha - Bulbul - Soba - Amphan |

## Austràlia

### Oest d'Austràlia (de 90° E a 125° E)
| Llista 1 - Alex - Bessi - Clancy - Dianne - Errol - Fiona - Graham - Harriet - Inigo - Jana - Ken - Linda - Monty - Nicky - Oscar - Phoebe - Raymond - Sally - Tim - Vivienne - Willy | Llista 2 - Adeline - Bertie - Clare - Daryl - Emma - Floyd - Glenda - Hubert - Isobel - Jacob - Kara - Lee - Melanie - Nicholas - Ophelia - Pancho - Rosie - Selwyn - Tiffany - Victor - Zelia | Llista 3 - Alison - Billy - Cathy - Damien - Ellie - Frederic - Gabrielle - Hamish - Ilsa - Joseph - Kirrily - Leon - Marcia - Norman - Olga - Paul - Robyn - Sean - Terri - Vincent - Walter |

### Nord d'Austràlia (de 125° E a 137° E)
| Llista 1 - Amelia - Bruno - Coral - Dominic - Esther - Ferdinand - Gretel - Hector - Irma - Jason - Kay - Laurence - Marian - Neville - Olwyn - Phil - Raquel - Sid - Tasha - Verdun - Winsome | Llista 2 - Alistair - Bonnie - Craig - Debbie - Evan - Farrah - George - Helen - Ira - Jasmine - Kim - Laura - Matt - Narelle - Oswald - Penny - Russell - Sandra - Trevor - Valerie - Warwick |

### Est d'Austràlia (137° E a 160° E i al sud del paral·lel 10° S)
| Llista 1 - Alfred - Blanch - Charles - Denise - Ernie - Frances - Greg - Hilda - Ivan - Joyce - Kelvin - Lisa - Marcus - Nora - Owen - Polly - Richard - Sadie - Theodore - Verity - Wallace | Llista 2 - Alice - Bruce - Cecily - Dennis - Edna - Fletcher - Gillian - Harold - Ita - Jack - Kitty - Les - May - Nathan - Olinda - Pete - Rona - Stan - Tammy - Vaughan - Wylva | Llista 3 - Anika - Bernie - Claudia - Des - Erica - Fritz - Grace - Harvey - Ingrid - Jim - Kate - Larry - Monica - Nelson - Odette - Pierre - Rebecca - Sandy - Tania - Vernon - Wendy |

## Sud-oest de l'Oceà Índic
Temporada 2003/2004
- Abaimba - Beni - Cela - Darius - Elita - Frank - Gafilo - Helma - Itseng - Juba - Katiba - Lenny - Moingaza - Naledi - Olie - Patou - Quilmane - Ralph - Sefate - Tom - Umuri - Valetta - Wells - Xivier - Yvonne - Zuri

Temporada 2004/2005
- Arola - Bento - Chambo - Daren - Ernest - Felapi - Gerard - Hennie - Isang - Juliet - Kalo - Lilian - Madi - Neddy - Ouledi - Patricia - Qiqita - Ramon - Sopani - Tina - Ula - Vera - Willem - Xaoka - Yelda - Zuze

Temporada 2005/2006
- Alvin - Boloestse - Carina - Diwa - Elia - Farda - Guduza - Helio - Isabella - Jaone - Kundai - Lindsay - Marinda - Nadety (or)- Nyrai - Otile - Pindile - Quincy - Rugare - Sebina - Timba - Usta - Velo - Wilby - Xanda - Yuri - Zoelle

## Fiji
La llista E és una llista reserva per reemplaçar noms d'altres llistes.
| Llista A | Llista B | Llista C | Llista D | Llista E (reserva) |
| -------- | -------- | -------- | -------- | ------------------ |
| Ami      | Arthur   | Atu      | Amos     | Ana                |
| Beni     | Becky    | Bune     | Bart     | Bina               |
| Cilla    | Cliff    | Cyril    | Cora     | Chris              |
| Dovi     | Daman    | Daphne   | Dani     | Donna              |
| Eseta    | Elisa    | Evan     | Ella     | Eva                |
| Fili     | Funa     | Freda    | Frank    | Fanny              |
| Gina     | Gene     | Garry    | Gita     | Glen               |
| Heta     | Hettie   | Helene   | Hali     | Hagar              |
| Ivy      | Innis    | Ian      | Iris     | Irene              |
| Judy     | Joni     | June     | Jo       | Julie              |
| Kerry    | Ken      | Koko     | Kim      | Kala               |
| Lola     | Lin      | Lusi     | Leo      | Louise             |
| Meena    | Mick     | Mike     | Mona     | Mal                |
| Nancy    | Nisha    | Nute     | Neil     | Nat                |
| Olaf     | Oli      | Odile    | Oma      | Olo                |
| Percy    | Pat      | Pam      | Paula    | Pami               |
| Rae      | Rene     | Reuben   | Rita     | Rex                |
| Sheila   | Sarah    | Solo     | Sose     | ?                  |
| Tam      | Tomas    | Tui      | Trina    | Tino               |
| Urmil    | ?        | Ula      | ?        | ?                  |
| Vaianu   | Vania    | Victor   | Vicky    | Vanessa            |
| Wati     | Wilma    | Winston  | Waka     | ?                  |
| Xavier   | -        | -        | -        | -                  |
| Yani     | Yasi     | Yalo     | Yolande  | Yvonne             |
| Zita     | Zaka     | Zena     | Zoe      | Zazu               |

## Papua Nova Guinea
Llista vigent des de 2005. La llista B conté, també, noms de reserva.
| Llista A - Alu - Buri - Dodo - Emau - Fere - Hibu - Ila - Kama - Lobu | Llista B - Maila - Obaha - Paia - Ranu - Sabi - Tau - Ume - Vali - Wau |